# Италијанска оклопњача Лепанто
Лепанто (итал. Lepanto, Лепант, Лепантска битка) је била италијанска оклопњача класе Италија. Поринута је у луци Ливорно 1883. године.
Служила је на Медитерану као део манервне и резервне флоте. 1893. помаже у одржавању јавног реда на Сицилији. Отписана је и изрезана 1914.